# Interstella 5555
«Interstella 5555: The 5tory of the 5ecret 5tar 5ystem» (яп. インターステラ5555 Intāsutera Fō Faibu|"Four Five") - японсько-французький фантастичний пригодницький музичний фільм у стилі аніме. Він став візуальною реалізацією альбому Discovery французького гурту Daft Punk.
«Interstella 5555» розповідає історію викрадення та порятунку міжзіркового поп-гурту. Продюсерами фільму стали учасники гурту Daft Punk, його реалізовували Toei Animation під керівництвом Лейджі Мацумото.
Фільм знятий без діалогів з мінімальними звуковими ефектами до загального музичного супроводу. Попри це, деякі персонажі зображені як такі, що розмовляють або співають.
Вартість створення фільму становила 4 мільйони доларів США. Фільм був добре сприйнятий критиками, зокрема BBC оцінили його в 4 з 5-ти зірок.

## Примтіки
1. 1 2  http://www.allocine.fr/film/fichefilm_gen_cfilm=52631.html
2. ↑  Box Office Mojo — 1999.
3. ↑  Обкладинка DVD Interstella 5555, 2003.
4. ↑  Eric Ducker, "The Creators" (2007). The Fader, issue 47 [Архівовано 24 жовтня 2018 у Wayback Machine.], pp. 115. Retrieved on April 25, 2009.
5. ↑  Jamie Russell (13 жовтня 2003). BBC – Films – review – Interstella 5555: The 5tory of the 5ecret 5tar 5system. BBC. Архів оригіналу за 8 березня 2021. Процитовано 25 січня 2009.